# او-استیل‌سرین
او-استیل‌سرین (به انگلیسی: O-Acetylserine) یک ترکیب شیمیایی با شناسه پاب‌کم ۱۸۹ است. که جرم مولی آن ۱۸۳٫۵۹ g/mol می‌باشد. 